# Борго Тумијати (Ферара)
Борго Тумијати (итал. Borgo Tumiati) је насеље у Италији у округу Ферара, региону Емилија-Ромања.
Према процени из 2011. у насељу је живело 31 становника. Насеље се налази на надморској висини од 1 м.